# 宝兴路谒师所

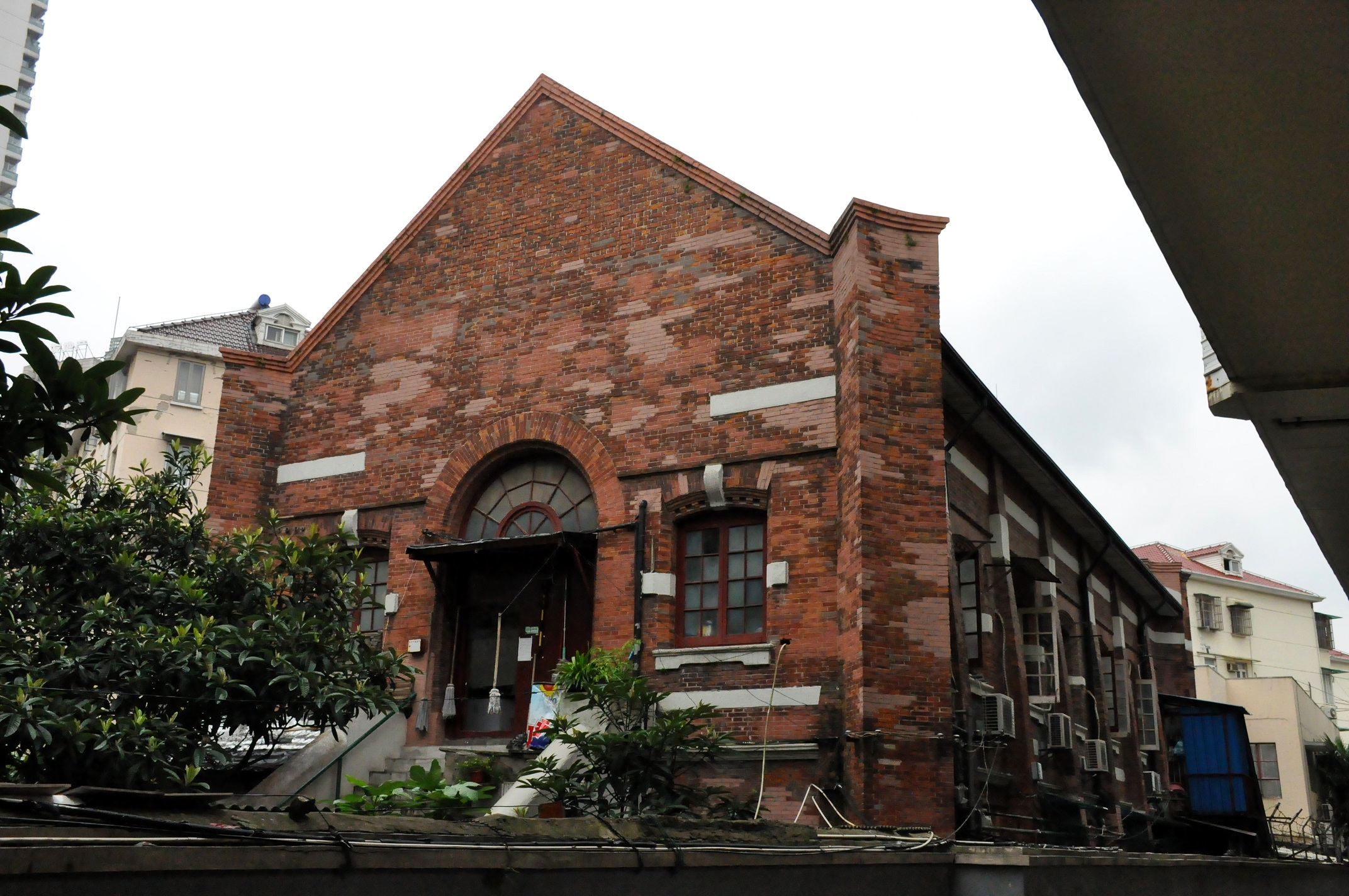
虹口区登记不可移动文物——印度锡克教堂旧址

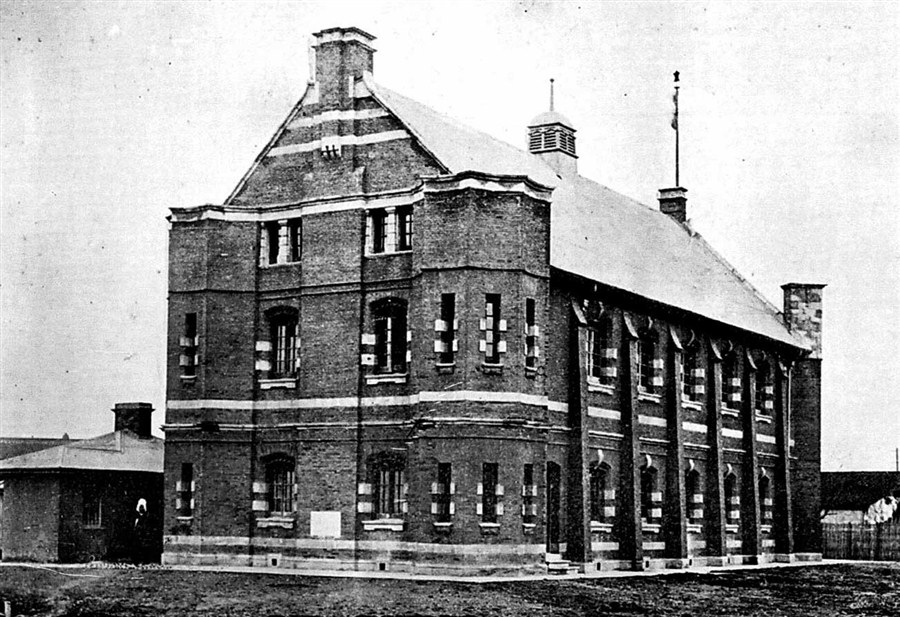
1908年的教堂

宝兴路谒师所是中国上海曾经存在的一个锡克教庙宇，位于今上海市虹口区东宝兴路326号（近四川北路）。
宝兴路谒师所是上海第一座锡克教庙宇，兴建于1907年到1908年，以满足在租界内服务的信仰锡克教的印度巡捕和司阍（门卫）的宗教需求，当时他们的人数已经超过100人。宝兴路谒师所总造价为11200银两，其中3396两由上海公共租界工部局拨给，8000两从印侨中筹募。这座谒师所占地1.9亩，建筑面积1134平方米，为2层红砖楼房，拱形屋顶。
1915年，上海公共租界工部局另在西区的戈登路巡捕房（今江宁路511号）兴建巡捕专用的谒师所，宝兴路谒师所成为司阍专用的谒师所。
二十世纪二、三十年代，在上海的印度锡克教徒达到1300余人。1943年汪精卫政府接管公共租界后，他们陆续回国或前往香港。到1949年减少至200余人。1956年再减少至不足20人。最后在1962年宝兴路谒师所关闭。庙宇改为幼儿园，后又改为虹口区四川北路街道社区卫生服务中心。2003年，印度锡克教堂旧址被公布为虹口区登记不可移动文物。